# فینال جام حذفی فوتبال ایتالیا ۲۰۰۷
فینال جام حذفی فوتبال ایتالیا ۲۰۰۷ شصتمین فصل از رقابت‌های کوپا ایتالیا بود. این مسابقه بین آ.اس. رم و اینتر میلان برگزار شد. در نهایت این باشگاه فوتبال آ.اس. رم بود که برای هشتمین بار قهرمان کوپا ایتالیا شد.